# 王潤貞
王 潤貞（おう じゅんてい、1891年 – 没年不明）は、中華民国の政治家・鉄道官僚。冀東防共自治政府と中華民国臨時政府、南京国民政府（汪兆銘政権）華北政務委員会で各職を歴任した。別号は伯高。

## 事績
日本に留学し、旧制第四高等学校と鉄道院教習所を卒業した。帰国後は北京政府において、京漢鉄路管理局車務処運輸課主任員、交通部交通研究会会員、交通部鉄路技術委員会委員、交通部路政司などを歴任している。1930年（民国19年）時点では平漢鉄路所長に在任しており、同年7月16日に来日して視察した。
1936年（民国25年）秋、冀東防共自治政府秘書長の池宗墨が外交処長の兼務を解かれ、王潤貞が後任の外交処長となった。翌1937年（民国26年）7月28日に通州事件が起き、自治政府政務長官代理となった池が唐山へ政府所在地を移す。この際に自治政府の改組が行われ、王は総務庁長に改任された。
中華民国臨時政府成立後の1938年（民国27年）1月6日付で、王潤貞は河北省政府公署（省長：高凌霨）民政庁長に任命された。同年4月、北支産金株式会社の子会社である華北採金股份有限公司が創設されると、董事長・池宗墨の下で王は董事となった。翌1939年（民国28年）3月14日、高凌霨の河北省長辞職に伴い、王も民政庁長を辞職している（後任は高培枢）。
中華民国臨時政府が南京国民政府（汪兆銘政権）に合流して華北政務委員会へ改組された後の1940年（民国29年）7月1日、王潤貞は同委員会政務庁交通局長代理に任命された。その後、正式に同職に任命されたと見られ、1942年（民国31年）時点では交通局長と華北採金股份有限公司董事を兼任している。
以後、王潤貞の行方は不詳となっている。

## 注
1. ↑  満蒙資料協会(1941)、925頁が「光緒17年（1891年）」、神田・東洋事情研究会(1937)、48頁が「年歳四十七」（数え年ならば1891年生）とそれぞれ記述していることに基づき、本記事は1891年説をとる。高木(1937)、138頁は「本年四十八歳」（数え年ならば1890年生）。外務省情報部(1928)、399頁は「年齢四十四」（数え年ならば1885年生）としている。
2. ↑   Who's who in Japan TWENTY-FOURTH ANNUAL EDITION, 1943, p.25.
3. ↑  劉ほか編(1995)、1253頁。
4. ↑  高木(1937)、138頁及び神田・東洋事情研究会(1937)、48頁による。満蒙資料協会(1941)、925頁は「早大卒」、外務省情報部(1928)、399頁は「東京帝国大学卒業」としているが、これらについて前二者に記載は無い。
5. ↑  中華民国政府官職資料庫「姓名：王潤貞」
6. ↑  『日華学報』16号、1930年9月号、日華学会学報部、87頁。
7. ↑  高木(1937)、138頁。
8. ↑  『外交時報』83巻5号通号786号、1937年9月1日号、外交時報社、190頁。
9. ↑  臨時政府令、民国27年1月6日（『政府公報』第1号、臨時政府行政委員会公報処、民国27年1月17日、17頁）。
10. ↑  劉ほか編(1995)、1127頁
11. ↑  なおこの時、冀東防共自治政府で同僚（政務処長）だった陳曽栻も、同公署建設庁長に任命された。
12. ↑  『支那関係主要会社一覧表 昭和十四年十一月一日現在』興亜院政務部、1939年。
13. ↑  臨時政府令、令字第340号、民国28年3月14日（『政府公報』第65号、臨時政府行政委員会情報処第四科、民国28年3月16日、2頁）。
14. ↑  劉ほか編(1995)、1127頁では、後任の高培枢が「同年6月」に就任としているが、誤り。王潤貞の辞職と同日（3月14日）に高は任命された（臨時政府令、令字第341号）。
15. ↑  『華北政務委員会公報』1940年（民国29年）7月9日、11頁。
16. ↑  満蒙資料協会(1941)、925頁及び1131頁。
17. ↑  『北支会社年鑑 昭和十七年版』大連商工会議所、130頁。